# Afrotheria
A Afrotheria é um clado, podendo receber a denominação de coorte ou superordem, de mamíferos placentários, identificado recentemente por meio de análises genéticas, e que inclui os elefantes, o peixes-boi, o oricteropo, os hiráces, as toupeiras-douradas e os tenrecos.

## Classificação
- Infraclasse Placentalia
  - Superordem Afrotheria
    - Clado Afroinsectiphilia
      - Ordem Afrosoricida
        - Subordem Chrysochloridea (21 espécies viventes)
        - Subordem Tenrecomorpha (32 espécies viventes)

      - Ordem Macroscelidea (15 espécies viventes)
      - Ordem Tubulidentata (1 espécie vivente)

    - Clado Paenungulata
      - Ordem Hyracoidea (4 espécies viventes)
      - Ordem †Embrithopoda
      - Ordem †Desmostylia
      - Ordem Sirenia (4 espécies viventes)
      - Ordem Proboscidea (3 espécies viventes)

Outros arranjos incluem as ordens extintas Bibymalagasia e Ptolemaiida. A este grupo, alguns paleontólogos e taxonomistas acrescentam ainda alguns condilartros próximos às famílias Phenacodontidae e Apheliscidae, assim como os placentários primitivos Leptictida, tradicionalmente incluídos nos Insectivora ou Proteutheria.
A ligação dos musaranhos-elefantes (Macroscelidea) com os Apheliscidae parece cada vez mais segura (Tabuce et al., 2007), enquanto a alegada relação dos Phenacodonta com os Hyracoidea parece dever-se mais a convergência do que a uma relação de parentesco.

### Problemas classificatórios
Acredita-se que a Afrotheria tenha se originado na África no período que estava isolada dos outros continentes. Sua única característica externa comum é o focinho móvel (probóscide), embora há evidência convincente que esta estrutura é de fato homóloga dentre todos os membros deste grupo. O grande problema em considerar os Afrotérios como sendo originalmente um clado africano é seu registro fóssil. As mais antigas evidências fósseis dos ungulados africanos e musaranhos-elefantes foram encontradas fora da África.
A monofilia da Afrotheria não é universalmente aceita. Evidências morfológicas colocam os elefantes e seus aparentados como verdadeiros ungulados (Ungulata); os musaranhos-elefantes juntamente com os Glires; e os tenrecos e toupeiras-douradas na Lipotyphla.

## Filogenia
Esta é a filogenia de acordo com estudos genéticos recentes:
|                 | Tubulidentata                                                  |
|                 |                                                                |
| Afroinsectivora | \| \| Macroscelidea \| \| \| \| \| \| Afrosoricida \| \| \| \| |
|                 | \| \| Macroscelidea \| \| \| \| \| \| Afrosoricida \| \| \| \| |
|                 | Macroscelidea                                                  |
|                 |                                                                |
|                 | Afrosoricida                                                   |
|                 |                                                                |

|  | Macroscelidea |
|  |               |
|  | Afrosoricida  |
|  |               |

|             | Hyracoidea                                              |
|             |                                                         |
| Tethytheria | \| \| Proboscidea \| \| \| \| \| \| Sirenia \| \| \| \| |
|             | \| \| Proboscidea \| \| \| \| \| \| Sirenia \| \| \| \| |
|             | Proboscidea                                             |
|             |                                                         |
|             | Sirenia                                                 |
|             |                                                         |

|  | Proboscidea |
|  |             |
|  | Sirenia     |
|  |             |

|                 | Tubulidentata                                                  |
|                 |                                                                |
| Afroinsectivora | \| \| Macroscelidea \| \| \| \| \| \| Afrosoricida \| \| \| \| |
|                 | \| \| Macroscelidea \| \| \| \| \| \| Afrosoricida \| \| \| \| |
|                 | Macroscelidea                                                  |
|                 |                                                                |
|                 | Afrosoricida                                                   |
|                 |                                                                |

|  | Macroscelidea |
|  |               |
|  | Afrosoricida  |
|  |               |

|             | Hyracoidea                                              |
|             |                                                         |
| Tethytheria | \| \| Proboscidea \| \| \| \| \| \| Sirenia \| \| \| \| |
|             | \| \| Proboscidea \| \| \| \| \| \| Sirenia \| \| \| \| |
|             | Proboscidea                                             |
|             |                                                         |
|             | Sirenia                                                 |
|             |                                                         |

|  | Proboscidea |
|  |             |
|  | Sirenia     |
|  |             |